# ABBA (Album)
ABBA ist das dritte Studioalbum der schwedischen Popgruppe ABBA. Es erschien im April 1975 und wurde größtenteils in den Glen Studios in Stockholm aufgenommen. Mit den Hit-Singles SOS und Mamma Mia wurde das Album ABBAs entscheidender Schritt in Richtung Weltkarriere.

## Entstehungsgeschichte
ABBA widmete sich nach dem großen Erfolg mit Waterloo ab Sommer 1974 den Aufnahmen für ihr nächstes gemeinsames Album, die am 22. August 1974 begannen. Die ersten Songs waren Man in the Middle, So Long und SOS. Es war geplant, das Album vor Jahresende fertigzustellen. Dies scheiterte allerdings an der Herbsttournee im November 1974. Vor deren Beginn wurden im September und Oktober noch Hey, Hey Helen, Bang-A-Boomerang, I’ve Been Waiting for You, Rock Me und Crazy World aufgenommen. Im Dezember wurde das Instrumentalstück Intermezzo No.1 produziert, das auch auf der Bühne als Eröffnung zum Einsatz kam. Nach ihrer Skandinavien-Tour im Januar 1975 konnten sich die vier Künstler ab Ende Februar 1975 auf die finalen Studioaufnahmen zu Tropical Loveland, I Do, I Do, I Do, I Do, I Do und Mamma Mia konzentrieren.

## Cover
Das Coverbild der LP zeigt die Gruppe nobel gekleidet in einem Rolls-Royce sitzend, während sich vor den Fenstern Passanten und Fans drängen, um einen Blick auf die Popgruppe zu erhaschen. Diese Szene war allerdings inszeniert und sollte auf ABBAs wachsende Popularität anspielen. Ulvaeus hält dabei eine Flasche Champagner in der Hand, während Fältskog und Lyngstad edle Trinkkelche vor sich halten und Andersson einen Gehstock. Das Foto wurde im März 1975 in der Tyrgatan im Stockholmer Bezirk Östermalm aufgenommen. Das Backcover entstand in der Eingangshalle des damaligen Castle Hotel in der Riddargatan, ebenfalls in Östermalm gelegen. Um elegant und erhaben zu wirken, posierten die Gruppenmitglieder auch hier in feinen Kostümen. Ola Lager war dabei der ausführende Fotograf.
Mit den Motiven des Reichtums, Luxus und leichter Arroganz bekräftigten ABBA den Vorwurf, ihre Musik sei zu kommerziell ausgerichtet, oder ihr Auftreten abgehoben und arrogant. Diesen hatten sie bereits seit ihrem Sieg beim Eurovision Song Contest 1974 vor allem von der „Progg“ zu hören bekommen, einer politisch links gerichteten Bewegung in Schweden, die gegen kommerzielle Musik ohne politische Botschaft gerichtet war. Aus diesem Grund waren sie umso bestrebter, den Anschuldigungen mit Ironie zu begegnen. Im selben Jahr wurde das Cover vom schwedischen Musiker Peps Persson parodiert, worüber die ABBA-Mitglieder selbst sehr amüsiert waren.

## Titelliste
- Seite 1:

1. Mamma Mia
2. Hey, Hey Helen
3. Tropical Loveland
4. SOS
5. Man in the Middle
6. Bang-A-Boomerang

- Seite 2:

1. I Do, I Do, I Do, I Do, I Do
2. Rock Me
3. Intermezzo No. 1
4. I’ve Been Waiting for You
5. So Long

- Bonustitel (CD-Version 2001):

12. Crazy World
13. Medley (1978 mix)
Pick a Bale of Cotton
On Top of Old Smokey
Midnight Special (aufgenommen im Mai 1975)

## Kommerzieller Erfolg

### Album
Nach seiner Veröffentlichung am 21. April 1975 stieg das Album sofort in die schwedischen Albumcharts ein und erreichte auf Anhieb Platz 1, den es insgesamt 10 Wochen belegen konnte. Es verkaufte mehr als 470.000 Exemplare, womit die Gruppe ihren eigenen Rekord von Waterloo brach. Auch in den übrigen skandinavischen Ländern erwies sich ABBA als erfolgreich. So stand es in Norwegen ebenfalls für 16 Wochen an der Chartspitze, während es in Finnland auf Platz 6 kam. Außerhalb von Skandinavien fiel der Erfolg zunächst deutlich geringer aus.
In Deutschland wurde das Album zunächst unter dem Originaltitel herausgebracht, anschließend als Mamma Mia. Die LP stellte sich in beiden Varianten als „Ladenhüter“ heraus und stieg erst am 15. März 1976 in die Charts ein, wobei sie Platz 31 erreichte. In Großbritannien hielt sich der Erfolg ebenfalls in Grenzen; ABBA kam erst 1976 in die Charts und erreichte Platz 13. In den USA, wo einige Werbekampagnen für das Album gestartet wurden, kam die LP nicht über die Top 200 hinaus. Anders sah es in Australien und Neuseeland aus, wo im September 1975 die Single Mamma Mia veröffentlicht wurde. Einhergehend mit dem Erfolg der Single erfuhr auch das Album große Aufmerksamkeit und erreichte Platz 1 der australischen Albumcharts, den es elf Wochen belegen konnte. In Neuseeland erreichte ABBA Platz 3. Insgesamt erreichte die LP neben Schweden in sieben Ländern die Top Ten.
| ChartsChartplatzierungen       | Höchstplatzierung | Wochen |
| ------------------------------ | ----------------- | ------ |
| Deutschland (GfK)              | 31 (1 Wo.)        | 1      |
| Schweden (GLF)                 | 1 (10 Wo.)        | 10     |
| Schweiz (IFPI)                 | 78 (1 Wo.)        | 1      |
| Vereinigte Staaten (Billboard) | 174 (3 Wo.)       | 3      |
| Vereinigtes Königreich (OCC)   | 13 (10 Wo.)       | 10     |

### Singles
Etwa zeitgleich mit dem Beginn der Europa-Tournee im November 1974 erschien So Long als erste Single der Aufnahmesessions. Unter der durch die Tournee vereitelten Promotion litt der Erfolg der Single jedoch, sodass sie lediglich in Österreich, Schweden und Dänemark in die Top Ten gelangte und kommerziell gesehen ein Flop war.
Im April 1975 wurde I Do, I Do, I Do, I Do, I Do als Single ausgekoppelt. Obwohl sie in vier Ländern die Hitparaden anführen konnte, zeigte sich nicht der ersehnte Erfolg in den britischen Charts. Der Song wurde von zahlreichen Magazinen scharf kritisiert und erreichte lediglich Platz 38. Seit dem Erfolg mit Waterloo war nun bereits ein Jahr vergangen, und ABBA hatte es nach wie vor nicht geschafft, diese Leistung zu wiederholen. Nach und nach begann man im Frühling 1975 mit der Produktion von Musikvideos für I Do, I Do, I Do, I Do, I Do, SOS, Mamma Mia und Bang-A-Boomerang unter der Regie von Lasse Hallström, der bereits 1974 bei den Musikclips zu Ring Ring und Waterloo Regie geführt hatte. Die Arbeiten an den Videos entstanden mit einem verhältnismäßig geringen Budget von 50.000 Kronen.
Parallel zur einmonatigen Tournee durch die schwedischen Folkparks im Sommer 1975 wurde SOS als Single ausgekoppelt. Zudem wurde in Australien noch zusätzlich die Single Rock Me veröffentlicht, die den 4. Platz erreichte.
Währenddessen kehrte ABBA auch in Großbritannien mit SOS in die Top Ten zurück. Im Oktober erreichte die Single den 6. Platz der britischen Single-Charts, und in Deutschland war SOS der erste von sechs Nummer-eins-Hits in Folge. Angespornt vom großen Erfolg von Mamma Mia in Australien wurde die Single nun auch in Europa ausgekoppelt und erreichte am 31. Januar 1976 als erster ABBA-Song seit Waterloo den 1. Platz der britischen Hitparade.
| Jahr | Titel B-Seite                        | Höchstplatzierung, Gesamtwochen, AuszeichnungChartplatzierungen (Jahr, Titel, B-Seite, Platzierungen, Wochen, Auszeichnungen, Anmerkungen) | Höchstplatzierung, Gesamtwochen, AuszeichnungChartplatzierungen (Jahr, Titel, B-Seite, Platzierungen, Wochen, Auszeichnungen, Anmerkungen) | Höchstplatzierung, Gesamtwochen, AuszeichnungChartplatzierungen (Jahr, Titel, B-Seite, Platzierungen, Wochen, Auszeichnungen, Anmerkungen) | Höchstplatzierung, Gesamtwochen, AuszeichnungChartplatzierungen (Jahr, Titel, B-Seite, Platzierungen, Wochen, Auszeichnungen, Anmerkungen) | Höchstplatzierung, Gesamtwochen, AuszeichnungChartplatzierungen (Jahr, Titel, B-Seite, Platzierungen, Wochen, Auszeichnungen, Anmerkungen) | Höchstplatzierung, Gesamtwochen, AuszeichnungChartplatzierungen (Jahr, Titel, B-Seite, Platzierungen, Wochen, Auszeichnungen, Anmerkungen) | Anmerkungen                              |
| Jahr | Titel B-Seite                        | DE | AT | CH | UK | US | SE | Anmerkungen                              |
| ---- | ------------------------------------ | --- | --- | --- | --- | --- | --- | ---------------------------------------- |
| 1974 | So Long I’ve Been Waiting for You    | DE11 (16 Wo.)DE | AT3 (8 Wo.)AT | — | — | — | SE7 (8 Wo.)SE | Erstveröffentlichung: 18. November 1974  |
| 1975 | I Do, I Do, I Do, I Do, I Do Rock Me | DE6 (22 Wo.)DE | AT4 (12 Wo.)AT | CH1 (17 Wo.)CH | UK38 (6 Wo.)UK | US15 (15 Wo.)US | — | Erstveröffentlichung: 4. April 1975      |
| 1975 | SOS Man In The Middle                | DE1 (30 Wo.)DE | AT2 (24 Wo.)AT | CH3 (18 Wo.)CH | UK6 (10 Wo.)UK | US15 (17 Wo.)US | — | Erstveröffentlichung: Juni 1975          |
| 1975 | Mamma Mia Intermezzo No. 1           | DE1 (24 Wo.)DE | AT3 (16 Wo.)AT | CH1 (25 Wo.)CH | UK1 (21 Wo.)UK | US32 (8 Wo.)US | — | Erstveröffentlichung: 19. September 1975 |

### Auszeichnungen für Musikverkäufe
| Land/Region                  | Auszeichnungen für Musikverkäufe (Land/Region, Auszeichnung, Verkäufe) | Verkäufe |
| ---------------------------- | ---------------------------------------------------------------------- | -------- |
| Dänemark (IFPI)              | Gold                                                                   | 10.000   |
| Finnland (IFPI)              | Gold                                                                   | 25.358   |
| Neuseeland (RMNZ)            | Platin                                                                 | 20.000   |
| Norwegen (IFPI)              | —                                                                      | 120.000  |
| Schweden (IFPI)              | —                                                                      | 474.642  |
| Vereinigtes Königreich (BPI) | Gold                                                                   | 100.000  |
| Insgesamt                    | 4× Gold · 1× Platin ·                                                  | 750.000  |

Hauptartikel: ABBA/Auszeichnungen für Musikverkäufe